# Sue Ingram
Sue Ingram ist eine ehemalige australische Regierungsangestellte, die auch für die Vereinten Nationen tätig war. Bei der Australian National University (ANU) ist sie Visiting Fellow am Department of Pacific School und Honorary Senior Policy Fellow am ANU College of Asia and the Pacific.
Ingram arbeitete insgesamt 23 Jahre für die australische Regierung und davon 16 Jahre als leitende Angestellte in verschiedenen sozialpolitischen Bereichen. Außerdem war sie in leitenden Positionen in den UN-Friedensmissionen in Osttimor, Leiterin der Machinery of Government der regionalen Hilfsmission auf den Salomonen und Hauptberaterin für Governance bei AusAID. Die Positionen betrafen die Bereiche öffentliche Ordnung, Friedenskonsolidierung und internationale Entwicklung. In Osttimor war Ingram ab Februar 2000 für die Übergangsverwaltung der Vereinten Nationen für Osttimor (UNTAET) tätig. Hier war sie kurzzeitig Civil Administrator des osttimoresischen Distrikts Aileu und damit die erste Frau, die jemals einen Distrikt in dem Land führte, Leiterin der Planungs- und Projektbewertungseinheit in der Planungskommission und Direktor, mit Zuständigkeit für Übergangsplanung im Büro des stellvertretenden UN-Sonderbeauftragten für Osttimor. In Osttimor hatte Ingram bereits von 1974 bis 1975 erste Forschungen betrieben.
Anschließend arbeitete Sue als unabhängige Beraterin mit dem Schwerpunkt Governance und Staatsaufbau in fragilen und konfliktbetroffenen Staaten für AusAID, die Weltbank, UNDP und OECD. Im Jahr 2017 wurde sie für ihre Forschung über politische Regelungen nach Konflikten in Osttimor und Bougainville mit einem Doktortitel ausgezeichnet.

## Veröffentlichungen (Auswahl)
- IB2017/37 Parliamentary Elections and Government Formation in PNG and Timor-Leste — a Study in Contrasts
- IB2017/10 Timor-Leste’s Presidential Election: Several Firsts, but no Generational Change
- Assessing the Terms of Inclusion in the State of Timor-Leste
- A New Era?
- Timor-Leste’s New Way of ‘Doing Politics’ … and Will It Last?
- Timor-Leste’s New Way of ‘Doing Politics’ … and Will It Last?
- Timor-Leste's New Way of 'Doing Politics' … and Will It Last?
- Appointing Governments in Timor-Leste: Politics, the Constitution and the National Interest
- Timor-Leste’s Revolving Door Parliament
- Political Settlements: The History of an Idea in Policy and Theory
- The Concept of Political Settlement in Development Policy, and Why it’s Useful | Political Settlement: Part 1[7]